# Amata mandarinia
Amata mandarinia là một loài bướm đêm thuộc phân họ Arctiinae, họ Erebidae.